# شعب الازرق (ذي السفال)

تعديل مصدري - تعديل

شعب الأزرق محلة تابعة لقرية حدقات، التابعة لعزلة حبير بمديرية ذي السفال إحدى مديريات محافظة إب في الجمهورية اليمنية، بلغ تعداد سكانها 57 حسب تعداد اليمن لعام 2004.